# First Winter (歌曲)
《First Winter》（RR：cheot gyeourinikka）是由南韓歌手成始炫和IU合唱的一首歌曲。該歌曲於2019年12月9日由SK Jaewon Co.和Kakao M發行為數位單曲。

## 背景
12月5日，成始炫的經紀公司表示：“成始炫即將於12月9日發行的新數位單曲將與IU合作。” 這首數位單曲名為《First Winter》。 成始炫和IU曾在2010年合作過歌曲《It's You》，這是他們九年多來的首次合作。

## 收錄樂曲
| 曲序     | 曲目                          |           | 作曲           | 时长 |
| -------- | ----------------------------- | --------- | -------------- | ---- |
| 1.       | First Winter（첫 겨울이니까） | Kyuho Lee | Gang Hwa-seong | 4:00 |
| 2.       | First Winter（Instrumental）  |           | Gang Hwa-seong | 4:00 |
| 总时长： | 总时长：                      | 总时长：  | 总时长：       | 8:00 |

## 表現
這首歌在2019年12月8日至12月14日的韓國Gaon數位榜上首次登場，排名第三。